# Тарасовка (Пензенская область)
Тарасовка — деревня в Камешкирском районе Пензенской области России. Входит в состав Чумаевского сельсовета.

## География
Деревня находится в юго-восточной части Пензенской области, в пределах западного склона Приволжской возвышенности, в лесостепной зоне, на берегах реки Чумаевки, на расстоянии примерно 12 километров (по прямой) к юго-западу от села Русский Камешкир, административного центра района. Абсолютная высота — 257 метров над уровнем моря.

### Климат
Климат характеризуется как умеренно континентальный, с относительно жарким летом и холодной продолжительной зимой. Среднегодовая температура воздуха — 3,2 °C. Средняя температура воздуха самого холодного месяца (января) составляет −13,3 °C; самого тёплого месяца (июля) — 19,2 °C (абсолютный максимум — 37 °С). Продолжительность периода с устойчивыми морозами достигает 130 дней. Годовое количество атмосферных осадков — 627 мм, из которых большая часть выпадает в тёплый период.

### Часовой пояс
Деревня Тарасовка, как и вся Пензенская область, находится в часовой зоне МСК (московское время). Смещение применяемого времени относительно UTC составляет +3:00.

## Население
| 2010 |
| ---- |
| 55   |

### Национальный состав
Согласно результатам переписи 2002 года, в национальной структуре населения мордва составляла 79 % из 77 чел.